# José Manuel López (piłkarz)
José Manuel Alberto „Flaco” López (ur. 6 grudnia 2000 w San Lorenzo) – argentyński piłkarz występujący na pozycji napastnika, od 2022 roku zawodnik brazylijskiego Palmeiras.